# Disphragis editha
Disphragis editha är en fjärilsart som beskrevs av William Schaus 1910. Disphragis editha ingår i släktet Disphragis och familjen tandspinnare. Inga underarter finns listade i Catalogue of Life.